# 니콜라스 카스테야노스
니콜라스 A. 카스테야노스(Nicholas A. Castellanos, 1992년 3월 4일 ~ )는 미국의 야구 선수로, 메이저 리그에 소속되어 있는 필라델피아 필리스의 외야수이다.